# 徐凤山
徐凤山，中華人民共和國的軟體動物學家。多個物種由他命名，例如：中華漢利石鱉及南沙伴溢蛤。为《中国动物志 无脊椎动物 第五十七卷 软体动物门 双壳纲 樱蛤科 双带蛤科》的主编。

## 著作列表
- . 科学出版社. 1997-03: 333頁. ISBN 9787030056573 （中文（简体））.

## 外部連結
- 徐鳳山部分文獻 （页面存档备份，存于）